# Кающаяся Мария Магдалина (картина Тициана, около 1565)
«Кающаяся Мария Магдалина» (итал. Maddalena penitente) — картина, написанная около 1565 года итальянским художником Тицианом Вечеллио (Tiziano Vecellio, 1488/1490—1576). Принадлежит Государственному Эрмитажу в Санкт-Петербурге. Иногда дата создания указывается как «1560-е годы». Размер картины — 119 × 97 см (по другим данным, 118 × 97 см).

## История

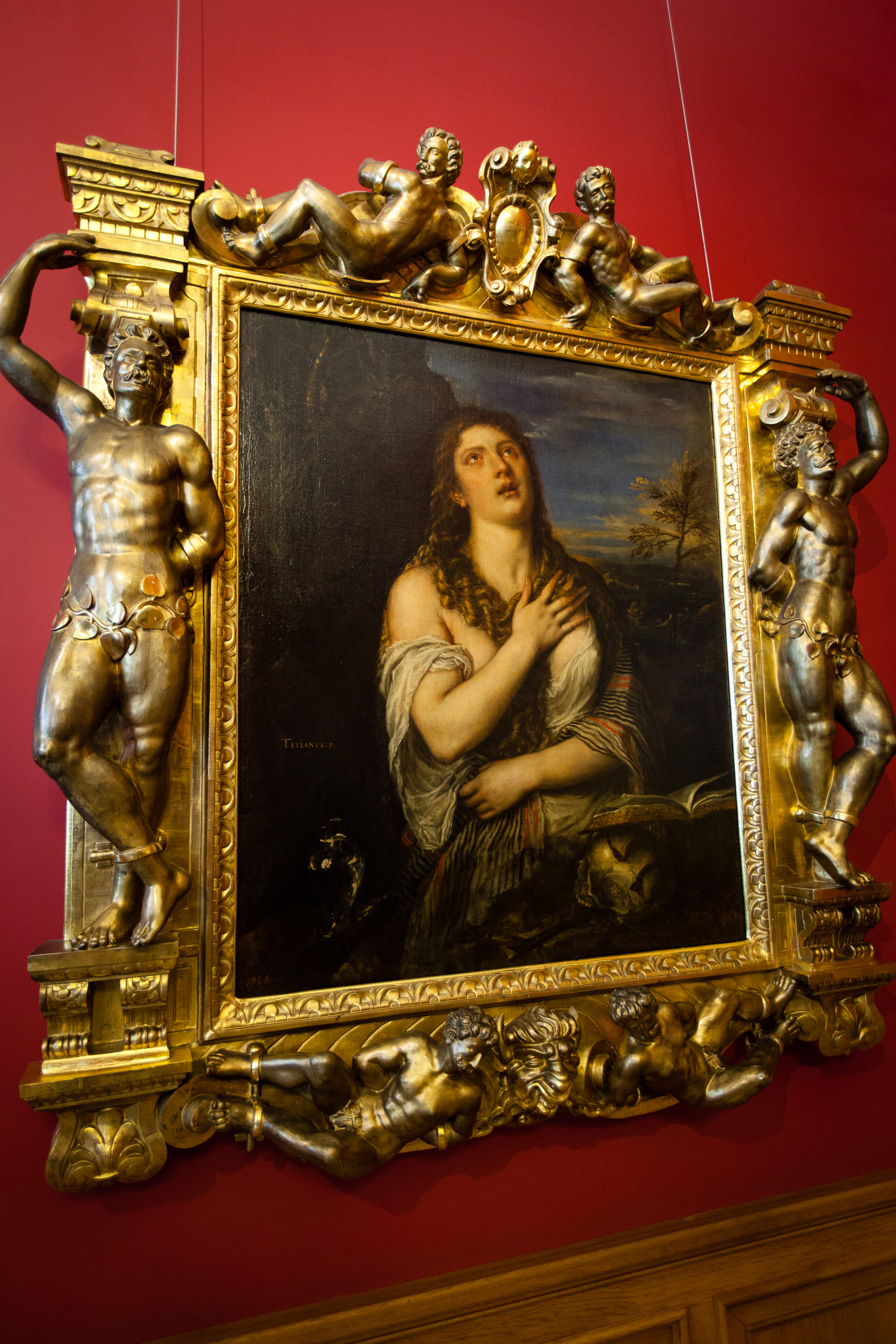
Картина в музее

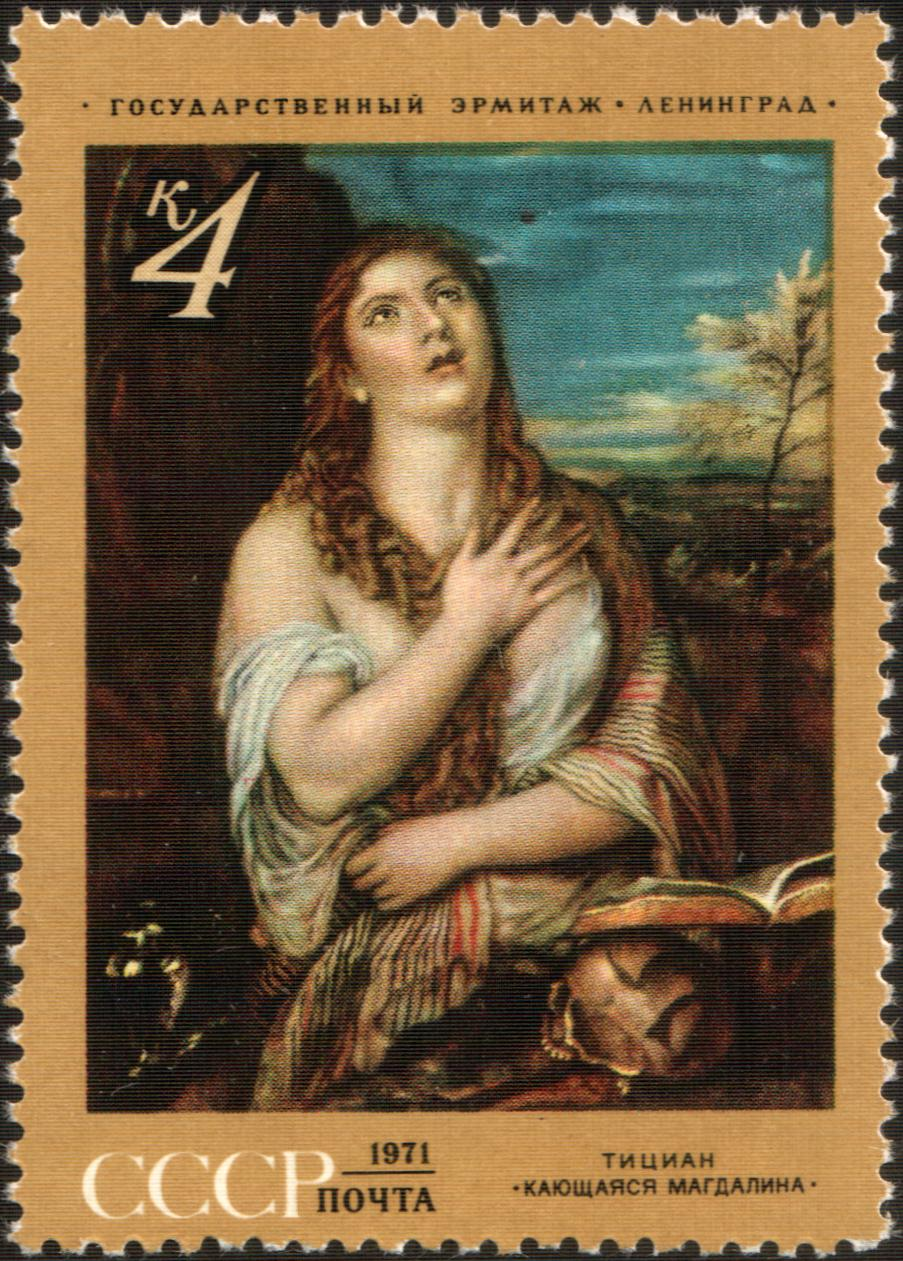
Почтовая марка СССР 1971 года

Полотно с изображением Марии Магдалины было заказано Тициану в середине 1560-х годов. Для этой картины художнику позировала Джулия Фестина. Когда картина была готова, она была показана герцогу Гонзага, которому она так понравилась, что он заказал копию. После этого Тициан сделал ещё несколько копий, меняя наклон головы и положение рук женщины, а также пейзажный фон картины.
Согласно преданию, именно эту картину держал в своих руках умирающий Тициан. После его смерти, последовавшей в 1576 году, картина перешла по наследству к его сыну Помпонио Вечеллио (Pomponio Vecellio), который в 1581 году продал её вместе с домом и другими картинами Кристофоро Барбариго (Cristoforo Barbarigo) из Венеции.
В 1850 году при содействии русского консула Александра Хвостова собрание картин Барбариго было приобретено Николаем Первым для музейной коллекции Эрмитажа. Впоследствии «Кающаяся Мария Магдалина» была помещена в один из итальянских кабинетов Нового Эрмитажа, где она находилась вместе с другой известной картиной Тициана «Венера перед зеркалом».

## Описание
На картине изображена Мария Магдалина, смотрящая вверх на небо. Её длинные волосы распущены, взгляд полон раскаяния, глаза покраснели от слёз. Она одета в полупрозрачную одежду и полосатую накидку. Перед ней христианские символы — Священное Писание и череп.
На раме изображены шесть сарацинов, которым срезали бороды. Это племя, по легенде, в IX веке победил предок Арриго Барбариго. А Кристофоро заказал такую раму, чтобы увековечить историю основания рода.